# Chile de árbol
Chile de árbol è una cultivar di peperoncino della specie Capsicum annuum originaria del Messico.

## Caratteristiche
I frutti, di media piccantezza, sono lunghi e sottili, di colore rosso scuro, simili a quelli della varietà Caienna.